# Creatures of the Night Tour/10th Anniversary Tour
Creatures of the Night/10th Anniversary Tour bylo koncertní turné americké hardrockové skupiny Kiss na podporu alba Creatus of the Night a také k výročí deseti let od založení skupiny. Jednalo se o první turné s kytaristou Vinniem Vincentem který nahradil Ace Frehleyho. Vincent vystupoval v masce egyptského válečníka Ankh-Warrior. Bicí souprava Erica Carra byla postavena na střílejícím tanku. Turné bylo zároveň posledním na kterém skupina vystupovala v maskách. Koncert v Riu de Janeiro v Brazílii na Maracanã Stadium navštívilo přes 250 000 fanoušků.

## Seznam písní
1. Creatures of the Night
2. Detroit Rock City
3. Calling Dr. Love
4. Cold Gin
5. Guitar Solo
6. I Want You
7. I Love It Loud
8. Firehouse
9. Guitar Solo
10. Drum Solo
11. War Machine
12. Love Gun
13. Bass Solo
14. God of Thunder
15. I Still Love You
16. Shout It Out Loud
17. Black Diamond

Přídavek:
18. Strutter nebo Deuce
19. Rock and Roll All Nite

## Turné v datech
| Datum             | Město                        | Stát            | Místo                              | Předkapela      |
| Severní Amerika   | Severní Amerika              | Severní Amerika | Severní Amerika                    | Severní Amerika |
| ----------------- | ---------------------------- | --------------- | ---------------------------------- | --------------- |
| 29. prosince 1982 | Bismarck, Severní Dakota     | Spojené státy   | Bismarck Civic Center              | Hotz            |
| 30. prosince 1982 | Sioux City, Iowa             | Spojené státy   | Sioux City Municipal Auditorium    | Dareforce       |
| 31. prosince 1982 | Rockford, Illinois           | Spojené státy   | Rockford MetroCentre               | Shoes           |
| 1. ledna 1983     | Terre Haute, Indiana         | Spojené státy   | Hulman Center                      | Why On Earth    |
| 3. ledna 1983     | Charleston, Západní Virginie | Spojené státy   | Charleston Civic Center            | Defectors       |
| 6. ledna 1983     | Lexington, Kentucky          | Spojené státy   | Rupp Arena                         | Night Ranger    |
| 7. ledna 1983     | Saginaw, Michigan            | Spojené státy   | Wendler Arena                      | Night Ranger    |
| 8. ledna 1983     | Toledo, Ohio                 | Spojené státy   | Toledo Sports Arena                | Night Ranger    |
| 9. ledna 1983     | Dayton, Ohio                 | Spojené státy   | University of Dayton Arena         | Night Ranger    |
| 12. ledna 1983    | Québec, Québec               | Kanada          | Colisée de Quebec                  | The Headpins    |
| 13. ledna 1983    | Montréal, Québec             | Kanada          | Montreal Forum                     | The Headpins    |
| 14. ledna 1983    | Toronto, Ontario             | Kanada          | Maple Leaf Gardens                 | The Headpins    |
| 15. ledna 1983    | Ottawa, Ontario              | Kanada          | Ottawa Civic Centre                | The Headpins    |
| 16. ledna 1983    | Glens Falls, New York        | Spojené státy   | Glens Falls Civic Center           | Night Ranger    |
| 18. ledna 1983    | Syracuse, New York           | Spojené státy   | Onondaga County War Memorial       | Night Ranger    |
| 20. ledna 1983    | Rochester, New York          | Spojené státy   | Rochester Community War Memorial   | Night Ranger    |
| 21. ledna 1983    | Portland, Maine              | Spojené státy   | Cumberland County Civic Center     | Night Ranger    |
| 22. ledna 1983    | Worcester, Massachusetts     | Spojené státy   | The Centrum                        | Night Ranger    |
| 25. ledna 1983    | Norfolk, Virginie            | Spojené státy   | Norfolk Scope                      | Night Ranger    |
| 27. ledna 1983    | Huntsville, Alabama          | Spojené státy   | Von Braun Civic Center             | Night Ranger    |
| 28. ledna 1983    | Birmingham, Alabama          | Spojené státy   | Boutwell Auditorium                | Night Ranger    |
| 29. ledna 1983    | Chattanooga, Tennessee       | Spojené státy   | UTC Arena                          | Night Ranger    |
| 30. ledna 1983    | Nashville, Tennessee         | Spojené státy   | Nashville Municipal Auditorium     | Night Ranger    |
| 1. února 1983     | Knoxville, Tennessee         | Spojené státy   | Knoxville Civic Coliseum           | Plasmatics      |
| 3. února 1983     | West Palm Beach, Florida     | Spojené státy   | West Palm Beach Auditorium         | Plasmatics      |
| 4. února 1983     | Lakeland, Florida            | Spojené státy   | Lakeland Civic Center              | Plasmatics      |
| 11. února 1983    | Pine Bluff, Arkansas         | Spojené státy   | Pine Bluff Convention Center       | Plasmatics      |
| 14. února 1983    | New Orleans, Louisiana       | Spojené státy   | Louisiana Superdome                | Zebra           |
| 16. února 1983    | Dubuque, Iowa                | Spojené státy   | Five Flags Center                  | Plasmatics      |
| 18. února 1983    | Bloomington, Minnesota       | Spojené státy   | Met Center                         | Plasmatics      |
| 19. února 1983    | Sioux Falls, Jižní Dakota    | Spojené státy   | Sioux Falls Arena                  | Plasmatics      |
| 20. února 1983    | La Crosse, Wisconsin         | Spojené státy   | La Crosse Center                   | Plasmatics      |
| 22. února 1983    | Richfield, Ohio              | Spojené státy   | Richfield Coliseum                 | Plasmatics      |
| 23. února 1983    | Detroit, Michigan            | Spojené státy   | Cobo Hall                          | Plasmatics      |
| 26. února 1983    | Indianapolis, Indiana        | Spojené státy   | Market Square Arena                | Plasmatics      |
| 27. února 1983    | Springfield, Illinois        | Spojené státy   | Prairie Capital Convention Center  | Plasmatics      |
| 28. února 1983    | St. Louis, Missouri          | Spojené státy   | Kiel Auditorium                    | Plasmatics      |
| 1. března 1983    | Kansas City, Missouri        | Spojené státy   | Kansas City Municipal Auditorium   | Molly Hatchet   |
| 9. března 1983    | Dallas, Texas                | Spojené státy   | Dallas Convention Center           | Plasmatics      |
| 10. března 1983   | Houston, Texas               | Spojené státy   | Sam Houston Coliseum               | Plasmatics      |
| 11. března 1983   | San Antonio, Texas           | Spojené státy   | HemisFair Arena                    | Plasmatics      |
| 13. března 1983   | Beaumont, Texas              | Spojené státy   | Beaumont Civic Center              | Plasmatics      |
| 14. března 1983   | Corpus Christi, Texas        | Spojené státy   | Corpus Christi Memorial Coliseum   | Plasmatics      |
| 18. března 1983   | Biloxi, Mississippi          | Spojené státy   | Mississippi Coast Coliseum         | Plasmatics      |
| 19. března 1983   | Shreveport, Louisiana        | Spojené státy   | Hirsch Memorial Coliseum           | Plasmatics      |
| 20. března 1983   | Norman, Oklahoma             | Spojené státy   | Lloyd Noble Center                 | Plasmatics      |
| 21. března 1983   | Amarillo, Texas              | Spojené státy   | Amarillo Civic Center              | Plasmatics      |
| 23. března 1983   | El Paso, Texas               | Spojené státy   | El Paso County Coliseum            | Plasmatics      |
| 26. března 1983   | Irvine, Kalifornie           | Spojené státy   | Irvine Meadows Amphitheatre        | Mötley Crüe     |
| 27. března 1983   | Universal City, Kalifornie   | Spojené státy   | Universal Amphitheater             | Mötley Crüe     |
| 28. března 1983   | Phoenix, Arizona             | Spojené státy   | Arizona Veterans Memorial Coliseum | Mötley Crüe     |
| 1. dubna 1983     | Las Vegas, Nevada            | Spojené státy   | Aladdin Theater                    | Mötley Crüe     |
| 3. dubna 1983     | San Francisco, Kalifornie    | Spojené státy   | San Francisco Civic Auditorium     | Mötley Crüe     |
| Jižní Amerika     |                              |                 |                                    |                 |
| 18. června 1983   | Rio de Janeiro               | Brazílie        | Maracanã Stadium                   | Herva Doce      |
| 23. června 1983   | Belo Horizonte               | Brazílie        | Mineirão Stadium                   | -               |
| 25. června 1983   | São Paulo                    | Brazílie        | Morumbi Stadium                    | -               |

## Sestava KISS
- Paul Stanley - rytmická kytara, zpěv
- Gene Simmons - basová kytara, zpěv
- Vinnie Vincent - sólová kytara, zpěv
- Eric Carr - bicí, zpěv